# إناء

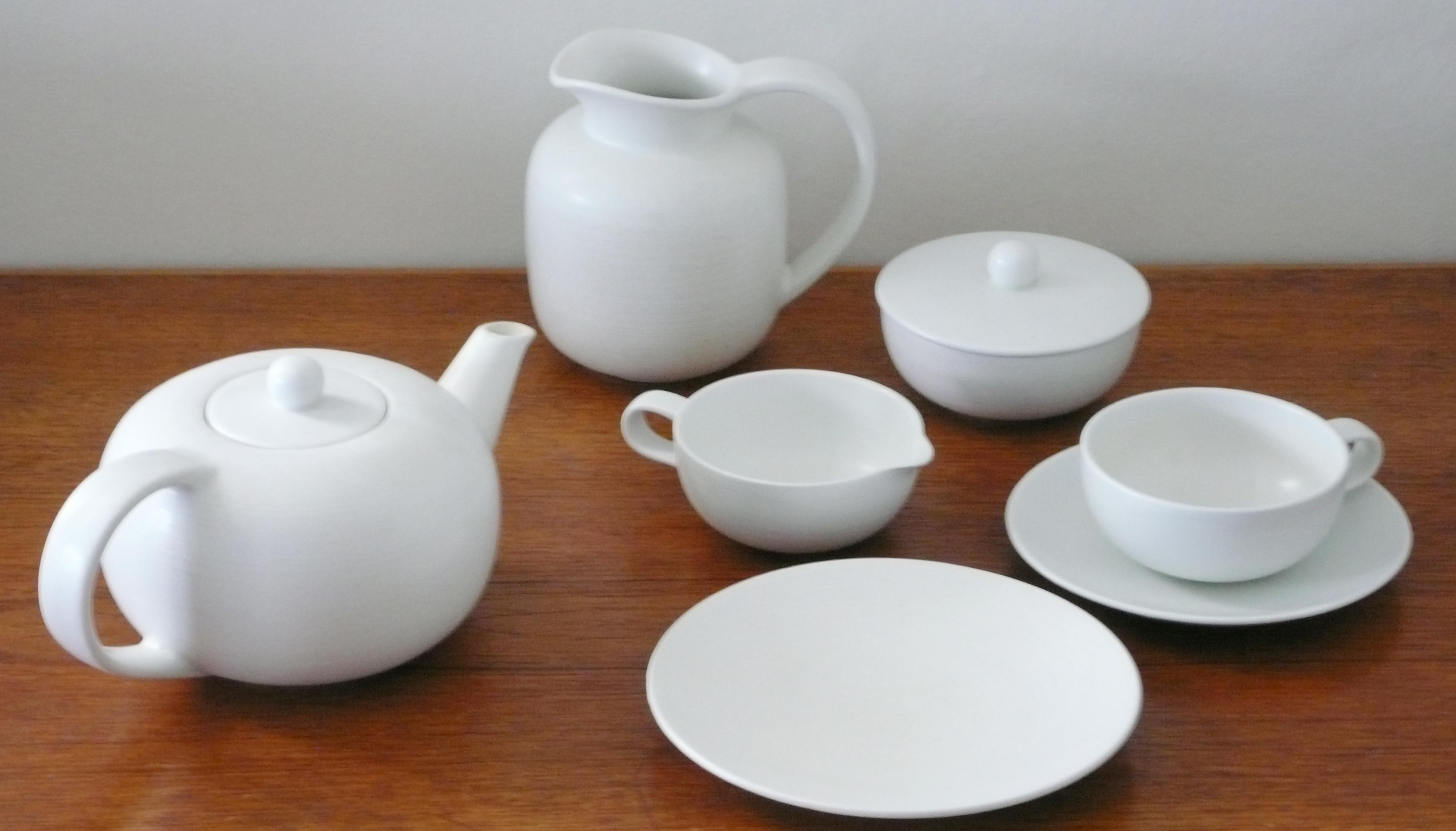
آنية مائدة بيضاء

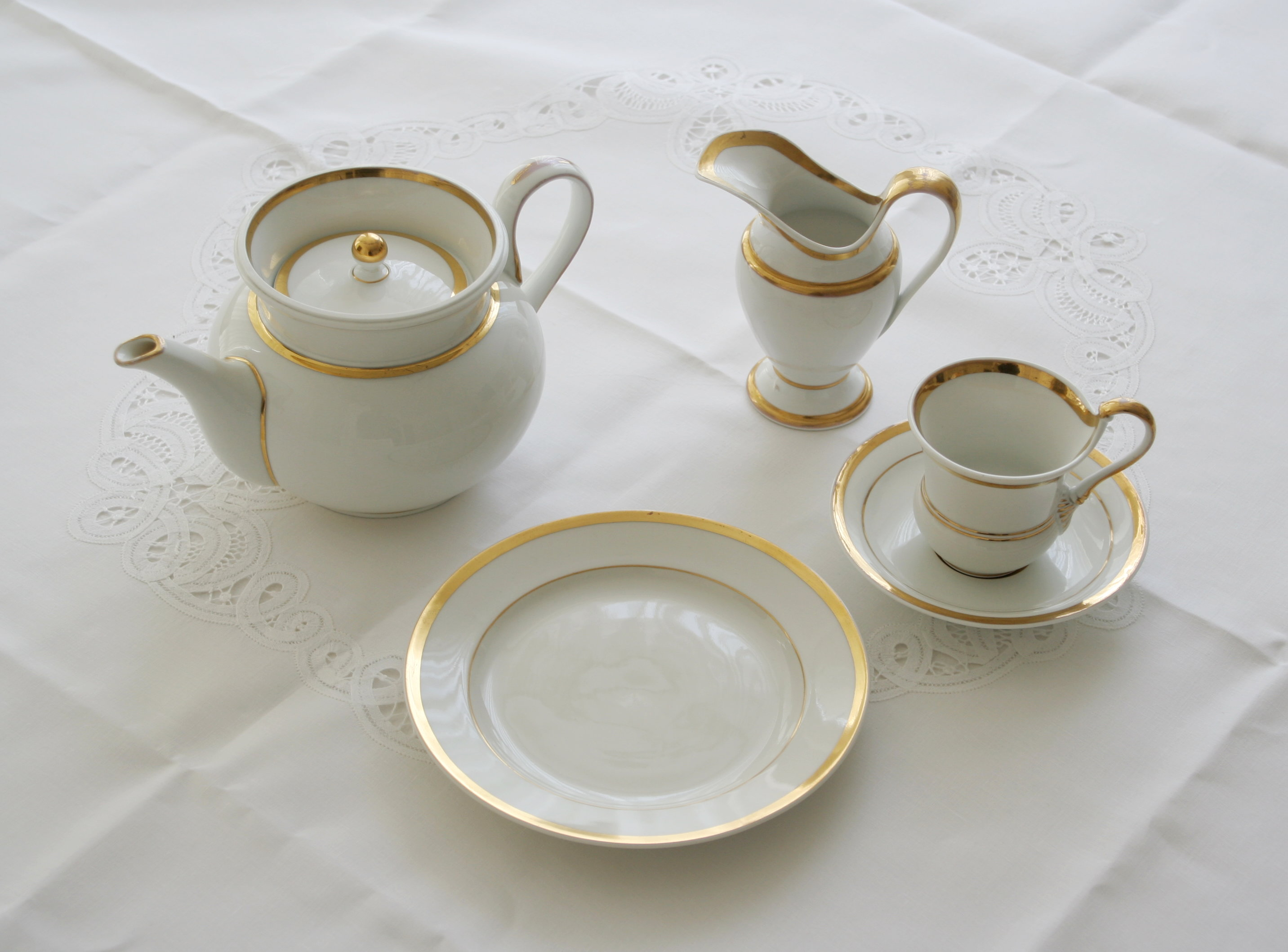
أواني إفطار غربي 1850م

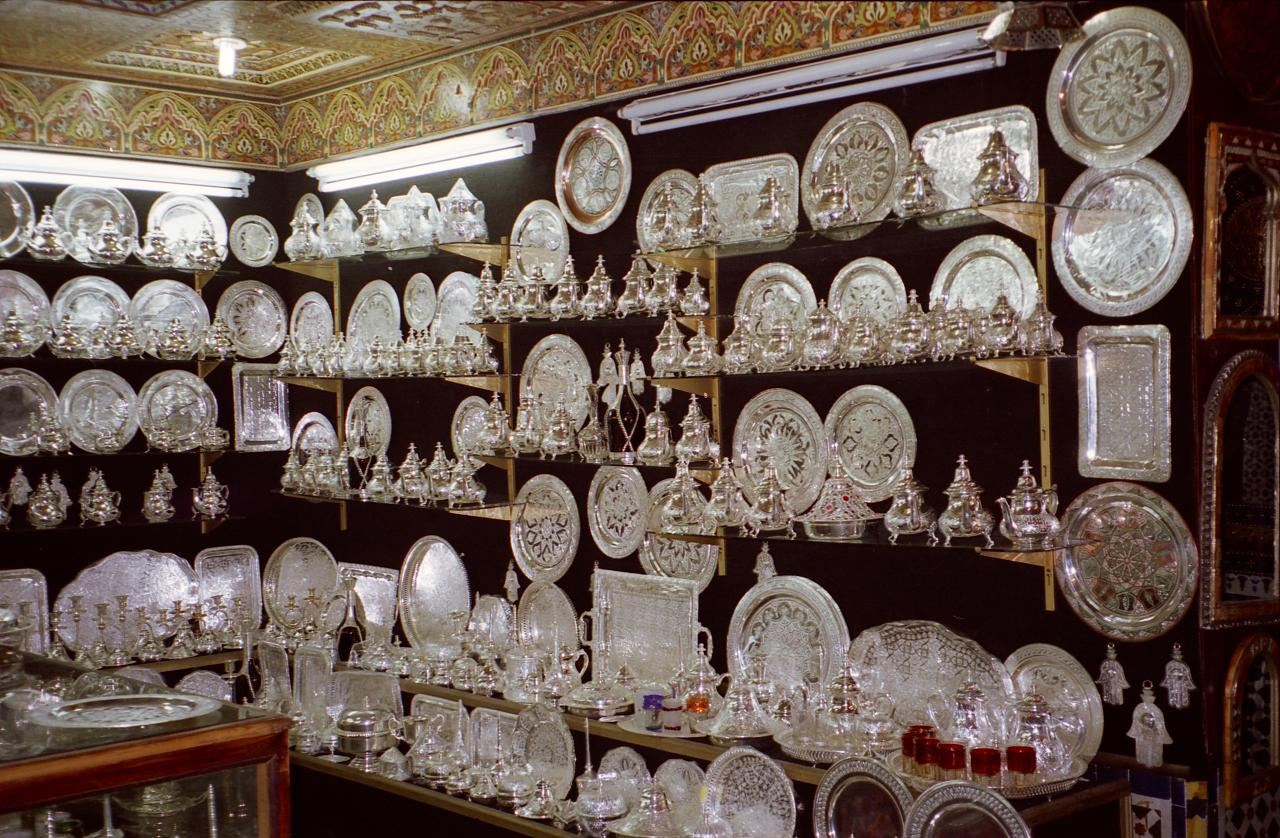
أواني مصنوعة يدويا.

إناء المائدة (ج. آنِيَة وأَوَانٍ) هو الإناء الذي يستخدم في تناول الطعام على الموائد ، مثل الصحون ، وتصنع في الغالب من البورسلين أو الزجاج .

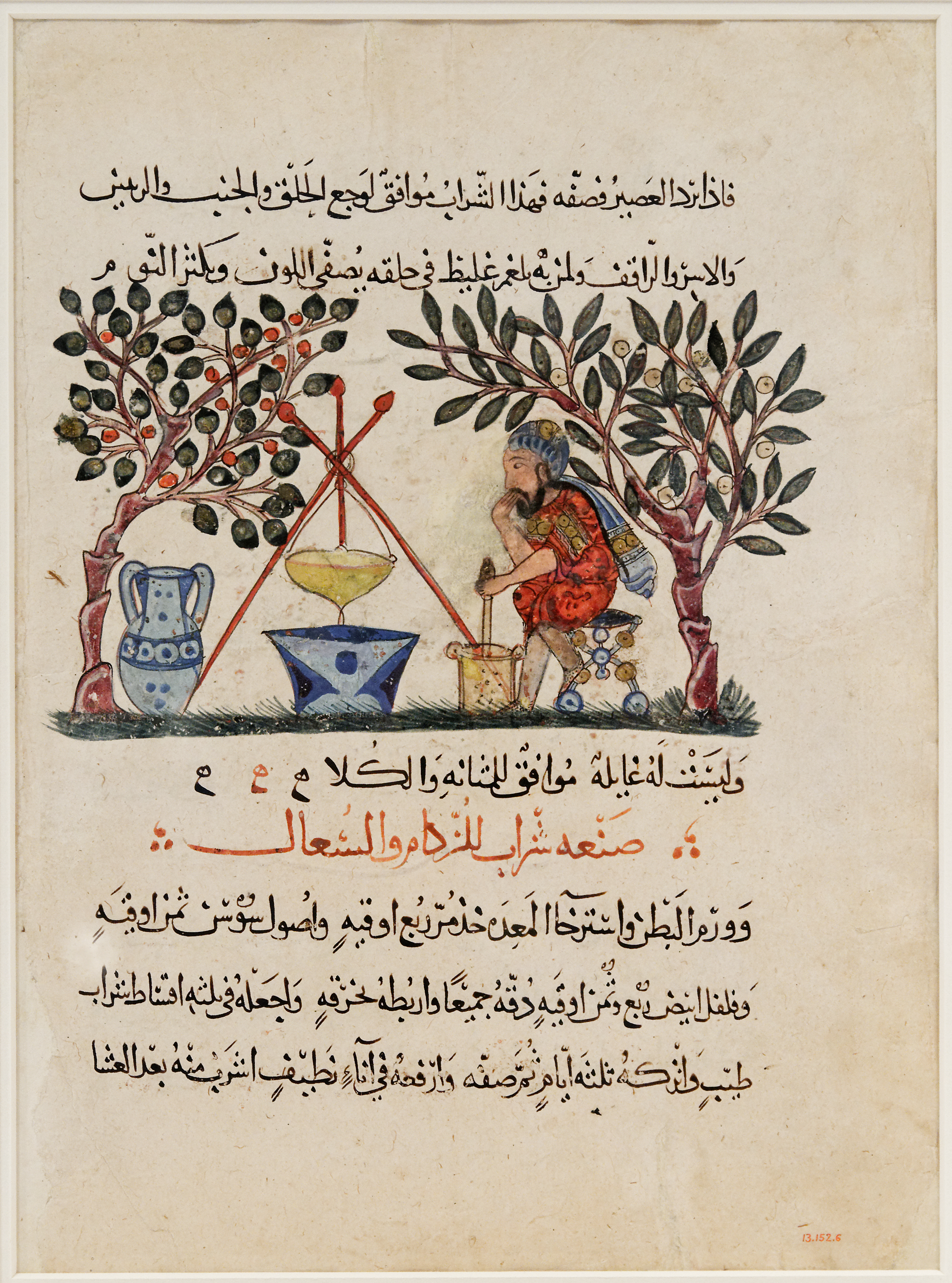
مخطوط يذكر الإناء